# Bois-de-Breux

Localisation de Bois-de-Breux dans la Ville de Liège.

Bois-de-Breux est un quartier faisant partie de la section de Grivegnée à l'est de la commune de Liège. Il est situé sur la rive droite de la Meuse et sur les hauteurs de la ville. Il faisait partie de l'ancienne commune de Grivegnée avant la fusion de communes en 1977.